# (3926) Ramirez
(3926) Ramirez es un asteroide perteneciente al cinturón de asteroides, descubierto el 7 de noviembre de 1978 por Eleanor F. Helin y el también astrónomo Schelte John Bus desde el Observatorio del Monte Palomar, Estados Unidos.

## Designación y nombre
Designado provisionalmente como 1978 VQ3. Fue nombrado Ramirez en honor a "Abel R. Ramírez", director del Instituto de Tecnología de California Ateneo, con motivo de su 50 aniversario.